# Крокер (залив)
Крокер (англ. Croker Bay) — залив в арктическом регионе Кикиктани, Нунавут, Канада. Он расположен на южном побережье острова Девон. Заливы Крокер и Максвелл являются ответвлениями проливов Ланкастер и Барроу.
На восточном берегу находится заброшенный населённый пункт Дандас-Харбор.
Залив Крокер был назван Уильямом Парри в честь Джона Крокера.